# Djuptjärnen (Mora socken, Dalarna, 675573-141849)
Djuptjärnen är en sjö i Mora kommun i Dalarna och ingår i Dalälvens huvudavrinningsområde.